# Lijst van burgemeesters van Dronten
Dit is een lijst van burgemeesters van de Nederlandse gemeente Dronten in de provincie Flevoland sinds het ontstaan van de gemeente op 1 januari 1972.
| Ambtsperiode | Naam burgemeester              | Partij of stroming | Bijzonderheden              |
| ------------ | ------------------------------ | ------------------ | --------------------------- |
| 1972 - 1981  | mr. E.P. (Eppo) van Veldhuizen | CHU / PvdA         |                             |
| 1981 - 1997  | drs. Cornelis (Kees) Dekker    | CDA                | was burgemeester van Hattem |
| 1997 - 2004  | mr. A.M.G. (Toine) Gresel      | CDA                |                             |
| 2004         | B. (Bob) de Hon                | PvdA               | waarnemend                  |
| 2004 - 2018  | A.B.L. (Aat) de Jonge          | CDA / partijloos   |                             |
| 2018 - 2019  | I.A. (Ineke) Bakker            | VVD                | waarnemend                  |
| 2019 - heden | J.P. (Jean Paul) Gebben        | VVD                |                             |